# Harry Stürmer
Harry Stürmer (* im 19. Jahrhundert; † im 20. Jahrhundert) war ein deutscher Auslandskorrespondent in Konstantinopel und Autor. Er war ein wichtiger Zeitzeuge des jungtürkischen Völkermordes an den Armeniern 1915/1916.

## Leben

### Bis 1915
Über Stürmers Leben ist nur wenig bekannt, darunter auch nicht sein Geburts- oder Sterbedatum. Die Erkenntnisse über ihn beschränken sich weitgehend auf die Jahre des Ersten Weltkriegs.
Von 1904 bis 1906 nahm er am Kolonialkrieg in Deutsch-Südwestafrika teil, der zum deutschen Völkermord an den Herero und Nama führte. In seinem späteren Werk zeigt sich eine rassistische Sprache und Sicht auf die afrikanischen Völker. Danach lebte Stürmer bis 1914 im Ausland, vor allem in deutschen, englischen und französischen Kolonien in Afrika. Stürmer scheint bereits damals eine anglophile Haltung eingenommen zu haben und ließ sich nach Ausbruch des Ersten Weltkriegs nicht vom Englandhass anstecken. Er kehrte 1914 während der Mobilmachung für den Ersten Weltkrieg nach Deutschland zurück und nahm im September 1914 an der Schlacht an den Masurischen Seen teil, wo er schwer erkrankte oder verwundet und dienstunfähig wurde.

### Zeuge des Völkermords an den Armeniern im Osmanischen Reich 1915–1916
Anfang wurde 1915 wurde Stürmer Redaktionsmitglied der Kölnischen Zeitung, einer der damals führenden überregionalen deutschen Tageszeitungen, und ging wenige Wochen später als deren Korrespondent nach Konstantinopel (Istanbul). Seit der Jungtürkischen Revolution 1908 beherrschten die Jungtürken das Land; die zentrale Gewalt lag inzwischen beim Jungtürkischen Triumvirat um Enver Pascha, Cemal Pascha und Talaat Pascha.
In Konstantinopel arbeitete Stürmer unter dem Pseudonym 'von Tyszka'. Er pflegte enge Kontakte zur deutschen und US-amerikanischen Botschaft und scheint mit informierten einheimischen Kreisen und Exilanten gut vernetzt gewesen zu sein. Stürmer wurde vor Ort Zeuge der Zeuge der Verhaftungen der armenischen Würdenträger am 24. April 1915 und hörte als Korrespondent im weiteren von den Deportations- und Vernichtungsmaßnahmen, die das jungtürkische Regime im Zuge des Völkermordes an den Armeniern ergriff.
Am 5. September 1915 wandte sich Stürmer an das Auswärtige Amt der deutschen Botschaft in Konstantinopel mit einem langen Bericht, den er als streng vertraulich deklarierte. Das Auswärtige Amt leitete ihn mit der Deklaration an den Botschafter weiter. In dem Schreiben legte er seine Eindrücke und Schilderungen dritter Personen über die Ereignisse nieder, demnach sich in der türkisch-osmanischen Gesellschaft ein allgemeiner, genozidaler Hass gegen die Armenier verbreitet habe.
„[...] gleich bricht selbst bei gebildeten und weltgewandten Menschen eine Wut durch, die alles in einen Topf wirft und die immer mit dem gleichen Refrain endet: 'Alle Armenier gehören ausgerottet, sie sind Verräter!'“
Im Weiteren ging Stürmer auf die Deportationen der Armenier in verschiedenen Proninzen des Osmanischen Reiches ein, auch in solchen, die weit Abseits der Front lagen, wo den Armeniern Kollaboration mit den russischen Kriegsgegner vorgeworfen wurde. Stürmer attestierte, dass sie über das „Maß von Repressalien gegen Landesverrat“ hinausgehe und einen „systematischen Versuch der völligen Zersplitterung und allmählichen Ausrottung des ganzen armenischen Volksbestandteiles“ darstelle. Selbst in „maßgebenden deutschen, türkeifreundlichen Kreisen hat man den Eindruck, dass man es auf die Armenier als Ganzes abgesehen hat.“ Letztlich strebe das jungtürkische Regime danach „allmählich einen rein türkischen Nationalstaat“ ohne die religiösen und ethnischen Minderheiten zu schaffen.
Am 1. Oktober 1915 wandte sich Stürmer erneut mit einem langen Bericht an das Auswärtige Amt, diesmal direkt an Unterstaatssekretär Arthur Zimmermann. In seinem Bericht gab Stürmer Schilderungen armenischer Würdenträger und Zeugen wieder, die unter anderem die Vilayets (Provinzen) Aleppo, Mossul, Erzurum und Van betrafen und von Massakern, Morden, Deportationen, Entführungen, Vergewaltigungen, Raub, Plünderung und Zwangskonversionen an den Armeniern durch türkische Soldaten und Çetes-Banden berichteten. Unter den Überlebenden der Deportationen seien keine Männer mehr. Stürmer bezifferte die Zahl der möglichen Toten auf bereits eine halbe Million.
Stürmer geriet wegen seiner kritisch-ablehnenden Haltung über die Ereignisse in Konflikt mit der deutschen Diplomatie und den türkischen Behörden. Seine Kritik an der deutsch-türkischen Waffenbrüderschaft führte dazu, dass man ihn mundtot machte.

### Schweizer Exil ab 1916/17
Zwischen Ende 1916 und Anfang 1917 gelang es Stürmer, in die Schweiz zu entkommen, wo er mit seiner tschechischen Frau und dem gemeinsam Kind in Montreux in der Villa Vago lebte. Dort publizierte er im Oktober und November 1917 drei Artikel in der schweizerischen Freien Zeitung, einer Zeitung deutscher Exilanten, die sich als Vereinigung der deutschen Republikaner in der Schweiz verstanden. Die Zeitung wurde von Frankreich unterstützt und mitfinanziert.

### Publikation von „Zwei Kriegsjahre in Konstantinopel“ 1917
1917 veröffentlichte er in der Schweiz sein Buch Zwei Kriegsjahre in Konstantinopel. Skizzen deutsch-jungtürkischer Moral und Politik über seine Erfahrungen im Osmanischen Reich und mit dem Völkermord an den Armeniern. Das Erscheinen des Buches wurde für Deutschland rasch zum Problem. Die deutsche Gesandtschaft in Bern, die im Interesse des Hohenzollernreiches in die Schweiz emigrierte Deutsche ausspionierte, attestierte, dass das Buch das Narrativ der Entente-Mächte wiedergebe – Stürmer lobte die englischen und französischen Kolonialmächte und ging soweit sie zusammen mit dem russischen Zarenreich mit der Herrschaft über Zentralasien als Modell für das Osmanische Reich zu präsentieren – andererseits die geschilderten Ereignisse aber auf realen Tatsachen beruhen. Der deutsche Archäologe Georg Kano, ein Zuträger der deutschen Gesandtschaft in Bern, kam zu dem Schluss, dass „es schwer fallen wird, dasselbe zu widerlegen“, er sehe „keine Möglichkeit eine Gegenschrift zu schreiben“. Zudem aber gab Stürmer nicht nur die Verbrechen des Völkermordes an den Armeniern wieder, sondern er führte auch die deutsche Mitverantwortung vor Augen. Für die französische und britische Propaganda wurde das Buch damit zu einem wichtigen Baustein in ihren Bemühungen, den Militarismus, die Inhumanität und die Verbrechen des deutschen kaiserlichen Regimes an den Pranger zu stellen. Entsprechend wurde das Buch kurz nach Erscheinen in Deutschland verboten. Ihm selbst verweigerte man sowohl die Einreise nach Deutschland als auch die Auszahlung einer Militärrente. Kurz nach der deutschsprachigen Erstveröffentlichung des Buches wurde es ins Englische und Französische übersetzt. Dabei wurden etwa in der englischen Ausgabe Passagen weggelassen, die nicht die britische Zensur passierten, da sie als unvorteilhaft für die Kriegspropaganda der Entente angesehen wurde.

### Konflikt mit der deutschen Gesandtschaft in Bern 1918
Im September 1918 wandte sich Stürmer an die Gesandtschaft mit der Bitte ihm bei der Erstellung eines Passes zu helfe, damit er Frau und Kind nach Wien schicken könne. Die Gesandtschaft lehnte seine Bitte ab, stufte Stürmer als „Renegaten“ ein und ließ ihn bespitzeln. Ein Kompromissangebot, bei dem Stürmer öffentlich seine „deutschfeindlichen“ Ansichten widerrufen sollte, lehnte er angesichts des absehbaren Endes des Hohenzollernregimes im Herbst 1918 ab. Zudem kündigte er an sich der Unabhängige Sozialdemokratische Partei Deutschlands anzuschließen. Er wolle erst Karl Liebknecht frei und geehrt in Berlin wissen, ehe er an die Ehrlichkeit der deutschen Regierung glauben könne.
Nach der Novemberrevolution 1918 und dem Sturz des Hohenzollernregimes bot Stürmer an, den Verdächtigungen er sei ein Deutschenfeind und Franzosenfreund oder gar französischer Spion mit einer entschlossenen publizistischen Tätigkeit gegen den Entente-Imperialismus entgegenzutreten. Stürmers Versuch, nach der Novemberrevolution 1918 für ein „neues“ Deutschland in der Weimarer Republik tätig zu sein, scheiterte am Widerstand des Auswärtigen Amtes. Es bezeichnete seine „frühere publizistische Tätigkeit“ in der Türkei als „hinderlich“. Anfangs abgelehnt, durften Stürmer und seine Familie am 25. Dezember 1918 schließlich nach Deutschland reisen.
Über das weitere Schicksal Stürmers ist nichts bekannt.

## Würdigung
In einer Rezension von Zwei Kriegsjahre in Konstantinopel in der Neuen Zürcher Zeitung vom 4. November 1917 heißt es: 
„Man spürt dem Verfasser an, dass er eigentlich mit Widerwillen schreibt, was er schreiben muss. Man glaubt ihm, dass er unter einem Gewissenszwang handelt. Sein Buch ist niederschmetternd [...] und es wird Aufsehen erregen. Die Eindrücke [...] aus Deutschland, der Bericht über die Dardanellen und die Armenierverfolgungen [...] der deutschen Kriegspropaganda, die Schilderung der - Mentalität mit Rassenfanatismus und Fremdenhass - man möchte das allen denen zu lesen geben, die von einer 'großen Zeit' reden können und den Krieg noch mit den Augen der Idealisten sehen [...] Also dafür blutet und verblutet unsere Menschheit? Also so weit haben wir es im zwanzigsten Jahrhundert mit Christentum und Kultur gebracht? Mag das Buch den Verfasser ehren: Unserer Zeit gereicht es zur Schande.“
Helmut Donat bewertete Stürmer als „(zu jenen) Deutschen (gehörend), die dem Kaiserreich im Ersten Weltkrieg jene Schicksalsfäden aufzeigten, die es sich selbst gewoben hatte und an denen es zugrunde ging.“
Magnus Hirschfeld bescheinigte ihm später in der Sittengeschichte des Weltkrieges, dass er angesichts der Gräuel ein „wackeres Bekenntnis für sein Menschtum ablegte“.

## Stürmer in der Populärkultur
Harry Stürmer wurde in Eric Friedlers Dokumentarfilm Aghet – Ein Völkermord (2010) über den Völkermord an den Armeniern von Axel Milberg dargestellt. In dem Film werden vielfach Zitate aus Zwei Kriegsjahre in Konstantinopel bzw. aus seinem ersten Schreiben an die deutsche Botschaft vom 5. September 1915 wiedergegeben.

## Schriften
- Zwei Kriegsjahre in Konstantinopel. Skizzen deutsch-jungtürkischer Moral und Politik. Payot, Lausanne 1917 (Digitalisat); Donat-Verlag, Bremen 2015, ISBN 978-3-943425-54-3.[33]
  - Übersetzung in die englische Sprache von E. Allen und dem Autor: Two years in Constantinople. Sketches of German and Young Turkish Ethics and Politics. Hodder & Stoughton, London/New York/Toronto 1917, doi:10.25673/91105;[34] Sterndale Classics, London 2004, ISBN 1-903656-17-6.
  - Übersetzung in die französische Sprache: Deux Ans de Guerre à Constantinople. Etudes de morale et politique allemandes et jeunes-turques. Payot, Paris 1917.
  - Übersetzung in die türkische Sprache von Yurdakul Fincancıoğlu: Konstantinopl’da savaşın iki yılı 1915–1916. Büke Yayıncılık, Istanbul 2002, ISBN 975-8454-42-0.
- »O Gott, wie ich Deutschland hasse!« In: Şeyda Demirdirek, Corry Guttstadt (Hrsg.): Die auf den Weg ohne Heimkehr getrieben wurden. Lebenswege und Todeswege von Armeniern in literarischen Quellen. Internationale Kommunikationswerkstatt, Hamburg 2013, ISBN 978-3-929728-81-1, S. 98–101.